# Alberto Ullastres Calvo
Alberto Ullastres Calvo (* 15. Januar 1914 in Madrid; † 15. November 2001 ebenda) war ein spanischer Politiker, Wirtschaftswissenschaftler und Rechtsanwalt, der zwischen 1957 und 1965 Handelsminister sowie von 1965 bis 1976 erster Botschafter bei den Europäischen Gemeinschaften war.

## Leben

### Studium, Wirtschaftswissenschaftler und Hochschullehrer
Ullastres Calvo begann nach dem Schulbesuch ein Studium der Rechts- und Wirtschaftswissenschaften an der Universität Complutense Madrid und engagierte sich während des Studiums aktiv im Vorstand des Juventud de Acción Nacional. Während des Spanischen Bürgerkrieges leistete er seinen Militärdienst als Leutnant im Heeres-Ingenieurkorps. Für seine Verdienste an den Fronten in Asturien, Aragonien und am Mittelmeer  sowie in der 83. Division der Streitkräfte in Galicien wurde er mehrfach ausgezeichnet und erhielt unter anderem die Medalla de la Campaña, das Cruz Roja del Mérito Militar, das Cruz Guerrera, die Medalla del Asedio de Oviedo sowie eine Erwähnung im Kriegsbericht für seinen Einsatz während der Schlacht von Nules 1938. Nach Kriegsende setzte er sein Studium fort und schloss am 2. Juni 1944 seine Promotion zum Dr. jur. bei mit der Dissertation Las ideas económicas de Juan de Mariana ab. Danach wurde er Mitarbeiter des zum Obersten Rat für wissenschaftliche Forschung CSIC (Consejo Superior de Investigaciones Científicas) gehörenden Wirtschaftsinstitutes. Als Mitarbeiter der Sektion für Nationalwirtschaft des Institutes für politische Studien war er maßgeblich an grundlegenden Projekten der Fakultät für Politik- und Wirtschaftswissenschaften der Universität Complutense Madrid beteiligt und übernahm dort zunächst die Professur für allgemeine und nationale Wirtschaftsgeschichte. 1948 übernahm er den Lehrstuhl für politische Ökonomie und öffentliche Finanzen am Studienzentrum der Universität Madrid sowie die Professur für Wirtschaftsgeschichte am Instituto Social León XIII. Daneben war er Mitglied des Redaktionsrates der Fachzeitschrift Revista de Economía Política.

### Handelsminister und Botschafter bei der EG
Während der franquistischen Diktatur wurde Ullastres Calvo am 25. Februar 1957 von Ministerpräsident Francisco Franco als Nachfolger von Manuel Arburúa de la Miyar zum Handelsminister (Ministro de Comercio) in dessen Regierung berufen und bekleidete dieses Amt bis zu seiner Ablösung durch Faustino García-Moncó Fernández am 7. Juli 1965. In dieser Zeit schuf er zusammen mit Finanzminister Mariano Navarro Rubio, der wie er Mitglied des Opus Dei war, 1959 den Stabilisierungsplan (Plan Nacional de Estabilización Económica), der die Liberalisierung und Internationalisierung der nationalen Wirtschaft einleitete. Dadurch war er maßgeblich an der Politik des Instituto Nacional de Industria (INI) beteiligt. Daneben begründete er die Beziehungen zu den Europäischen Gemeinschaften und leitete den Beitritt Spaniens zum Internationalen Währungsfonds (IWF), Allgemeinen Zoll- und Handelsabkommen (GATT), zur Weltbank und zur  Organisation für europäische wirtschaftliche Zusammenarbeit (OEEC) ein.
Nach seinem Ausscheiden aus der Regierung wurde Ullastres Calvo im Juli 1965 erster Botschafter Spaniens bei den Europäischen Gemeinschaften (EG) und war als solcher zugleich bei der Europäischen Atomgemeinschaft (EURATOM) sowie der Europäischen Gemeinschaft für Kohle und Stahl (EGKS) akkreditiert. Diese Funktionen bekleidete er bis zum Ende der franquistischen Diktatur und im ersten Jahr der Transition in Spanien 1976. Danach zog er sich für zehn Jahre ins Privatleben zurück, ehe er von 1986 bis 1988 Ombudsman der Banco de Bilbao beziehungsweise seit deren Fusion mit der Banco de Vizcaya von 1988 bis 1995 Ombudsman der Banco Bilbao Vizcaya (BBV) war.

## Veröffentlichungen
Ullastres Calvo verfasste neben seinen Tätigkeiten in Lehre und Politik auch zahlreiche Bücher und Studien zur Wirtschaftsgeschichte Spaniens sowie finanzwirtschaftlichen Problemen. Zu seinen bekanntesten Veröffentlichungen gehören:
- Las ideas económicas de Juan de Mariana, Dissertation Universität Madrid, 1944
- Apuntes de historia económica universal, 1945
- El florecimiento del capitalismo y otros ensayos de historia económica, Übersetzung des Buches von Earl Jefferson Hamilton, 1948
- Política comercial española, 1963
- Acceso al mercado común, 1976